# Pumpkinhead II: Blood Wings
Pumpkinhead II: Blood Wings (titulada Pacto de sangre 2 - La maldición de la bruja en España y  Alas de sangre en México) es una película estadounidense de terror de 1993, secuela de Pumpkinhead (1988). Dirigida por Jeff Burr y protagonizada por Andrew Robinson y Ami Dolenz, fue lanzada directamente a video.

## Sinopsis
En 1958 en Ferren Woods, un pequeño pueblo en Arkansas, habita un joven deforme que es hijo de Pumpkinhead, un demonio vengativo. Ms. Osie, una vieja bruja ciega, alimenta al joven, pero mientras comía es atacado por unos jóvenes alborotadores. Los jóvenes lo torturan y lo asesinan. 
Treinta y cinco años después, un grupo de jóvenes llega al pequeño pueblo y accidentalmente atropellan a Ms. Osie. Cuando llegan a la casa, encuentran un pequeño cementerio y ahí descubren una nota y algunas botellas con las que empiezan a hacer conjuros y logran resucitar a Pumpkinhead. Esta vez es Tommy, el joven deforme que fue asesinado 35 años atrás, quien ahora se vengará de todos los que le hicieron daño, incluyendo los jóvenes que lo resucitaron. Mientras tanto, el sheriff local buscará la forma de detener los asesinatos.

## Reparto
- Andrew Robinson es Sean Braddock.
- Ami Dolenz es Jenny Braddock.
- Soleil Moon Frye es Marcie.
- J. Trevor Edmond es Danny Dixon.
- Hill Harper es Peter.
- Alexander Polinksy es Paul.
- Mark McCracken es Pumpkinhead.
- Steve Kanaly es Juez Dixon.
- Gloria Hendry es Delilah Pettibone.
- Lilyan Chauvin es Miss Ossie.
- Caren Kaye es Beth Braddock.
- J.P. Manoux es Tommy.
- John Gatins es Casper Dixon (joven).
- Roger Clinton es Mayor Bubba.
- Joe Unger es Ernst.
- Linnea Quigley es Nadine.
- Kane Hodder es Keith Knox.

## Detalles de producción
Originalmente la película iba a recibir una clasificación NC-17 por parte de la Motion Picture Association of America, pero el director hizo muchos cortes para que pudiera ser lanzada con una clasificación R. Las escenas eliminadas fueron aquellas en que la criatura asesina violentamente a un granjero y la muerte del mismo al final de la película.
La película se rodó en Sable Ranch en Santa Clarita, California y se programó un horario para 20 días.
Un dato curioso es que la actriz Soleil Moon Fry tuvo que aumentar 20 kilos para interpretar su papel.

## Videojuego
En 1995 Pumpkinhead II fue adaptada a un videojuego para computadores que no tuvo el éxito esperado por sus creadores. El videojuego es un juego de disparos en primera persona e incluye muchas imágenes tomadas de la película. El juego adquirió popularidad cuando fue criticado por The Spoony Experiment, y se volvió notable porque no da instrucciones de cómo jugarlo.